# Thomas Morus
Thomas Morus, în engleză Thomas More, (n. 7 februarie 1478, Londra, Regatul Angliei – d. 6 iulie 1535, Londra, Regatul Angliei) a fost un avocat, scriitor și om de stat englez, personalitate reprezentativă a umanismului din Europa.
Pe durata vieții și-a câștigat reputația de important erudit, ocupând mai multe posturi publice, inclusiv cel de lord cancelar, din 1529 până în 1532. Este cunoscut în special pentru refuzul său de a-l recunoaște pe Henric al VIII-lea drept cap al Bisericii Angliei, nefiind dispus să renunțe la principiile sale și la credința catolică. Acest fapt a avut drept consecință terminarea carierei sale politice, arestul în Turnul Londrei, și apoi executarea lui pentru înaltă trădare.

## Cariera politică timpurie
Din 1510 până în 1518 Morus a fost unul din cei doi subșerifi ai orașului Cardiff, o poziție ce presupunea multă responsabilitate și în care și-a câștigat reputația de funcționar public onest și eficient. În 1517, Morus a intrat în serviciul regelui ca și consilier și „ajutor personal”. În urma unei misiuni diplomatice la Împăratul Roman Carol Quintul, Morus a fost numit cavaler și a primit postul de subtrezorier în 1521. Ca secretar și consilier personal al regelui Henric al VIII-lea, Morus a dobândit din ce în ce mai multă influență în guvern, întâmpinând diplomați, redactând documente oficiale, și servind drept legătură între rege și Lordul Cancelar, cardinalul Thomas Wolsey, arhiepiscop de York.
În 1523 Morus a devenit orator al Camerei Comunelor. A fost apoi numit înalt protector al Universității Oxford și al Universității Cambridge. În 1525 a devenit cancelar al Ducatului Lancaster, o funcție care îi conferea control judiciar și administrativ asupra unei mari părți a Angliei de nord.

## Căsătorii și familie
În 1505, la vârsta de douăzeci și șapte de ani, Morus s-a căsătorit pentru prima dată, cu Jane Colt, mai mică decât el cu zece ani. Conform ginerelui și primului său biograf, William Roper, Morus ar fi vrut să se însoare cu a doua fiică a lui John Colt, dar a crezut că Jane s-ar fi simțit umilită dacă una dintre surorile sale mai mici s-ar fi căsătorit înaintea ei. Mariajul a fost unul fericit, și au avut patru copii; trei fiice - Margaret (copilul preferat al lui Morus), Elizabeth, Cicely - și un fiu, John. Pe lângă asta, Morus a adoptat o fetiță orfană, Margaret Giggs. A fost un tată foarte devotat, spunându-le copiilor să îi scrie când era plecat, chiar dacă nu aveau nimic deosebit de spus, și i-a lovit doar cu o pană de păun. Lucru neobișnuit în epocă, a depus la fel de mult efort în educarea fiicelor sale, precum în educarea fiului său, declarând că femeile sunt la fel de inteligente ca și bărbații.
Jane a murit în 1511, și Morus s-a recăsătorit în scurt timp, pentru a nu îi lipsi pe copii de o mamă. A doua lui soție, Alice Middleton, era o văduvă, cu șapte ani mai mare decât el. Cei doi nu au avut copii, deși Morus a adoptat-o pe fiica ei, pe nume tot Alice. A spus despre soția lui că nu era nec bella nec puella - literalmente, „nici frumoasă, nici fetiță”, vrând să spună că nu era nici tânără, nici frumoasă. Erasmus i-a descris cu cruzime nasul ca fiind „ciocul în formă de cârlig al harpiei”. Deși aveau caractere diferite, se pare că Thomas Morus și soția sa s-au apropiat foarte mult unul de celălalt, chiar dacă nu a putut s-o educe precum o educase pe Jane. În epitaful său, scris de el însuși, Morus a elogiat-o pe Jane pentru cei patru copii, și pe Alice pentru că a fost o mamă vitregă iubitoare. A declarat că nu își poate da seama pe cine iubește mai mult, și și-a exprimat dorința ca toți să fie reuniți după moarte.

## Opere literare și de cercetare
Thomas Morus a combinat viața activă a unui politician cu munca susținută pe planul literaturii și cunoașterii. Talentul și erudiția sa i-au adus reputația de umanist creștin în Europa continentală, și prietenul lui Erasmus din Rotterdam i-a dedicat capodopera sa, „Elogiul nebuniei” (titlul este parțial un joc de cuvinte, deoarece moria înseamnă „nebunie” în greacă). Erasmus l-a descris pe Thomas Morus ca un om de litere model, în scrisorile sale către alți umaniști europeni, și o descriere făcută de Erasmus, omnium horarum homo, a fost inspirația pentru titlul unei piese de teatru din anii '1950 privind viața lui Morus, „A Man for All Seasons” („Un om pentru toate anotimpurile”). Proiectul umanistic adoptat de Erasmus și Morus a avut drept scop reexaminarea și revitalizarea teologiei creștine, prin studierea Bibliei și a scrierilor Părinților Bisericii în lumina literaturii și filozofiei din Grecia antică. Cei doi au colaborat la o traducere în latină a operelor lui Lucianus, care a fost publicată în 1506.

### History of King Richard III
Între 1513 și 1518 Morus a lucrat la History of King Richard III („Istoria regelui Richard al III-lea”), o lucrare neterminată de istoriografie, bazată pe cartea „Declinul tragic al lui Richard al III-lea, Suveran al Britaniei” (1485) de Sir Robert Honorr. Acea lucrare a influențat profund opera lui Shakespeare, „Richard al III-lea”. Atât opera lui Shakespeare, cât și cea a lui Morus, sunt controversate în rândul istoricilor moderni, deoarece îl prezintă pe regele Richard într-o lumină foarte nefavorabilă, poate și datorită alianței autorilor cu dinastia Tudor, care prin Henric al VII-lea ocupase tronul englez în urma victoriilor de la sfârșitul Războiului celor Două Roze. În opera lui Morus, însă, regele Henric al VII-lea de-abia este menționat, poate și pentru că Morus îl învinovățea pe Henric pentru persecuția tatălui său, Sir John More. Unii comentatori au văzut în opera lui Morus un atac la adresa tiraniei regale, mai degrabă decât la adresa lui Henric însuși sau la adresa Casei de York.
„Istoria” este o operă de istoriografie renascentistă bine redactată, remarcabilă mai degrabă pentru stilul ei literar și respectarea preceptelor clasice, decât pentru acuratețea istorică. Opera lui Morus, alături de cea a istoricului contemporan cu el Polydore Vergil, reflectă o distanțare de cronicile medievale, mundane prin comparație, și o apropiere de un stil dinamic de scriere. Figura întunecată a regelui Richard, de exemplu, se aseamănă arhetipului de tiran din paginile lui Sallustius, și ar trebui interpretată ca o meditație asupra corupției și puterii, la fel de mult ca o povestire a domniei lui Richard al III-lea.
Istoria a fost inițial scrisă și a circulat în forma unor manuscrise în latină și engleză, compuse separat, și cu unele informații scoase de autor din textul în latină, pentru a facilita lectura cititorilor europeni.

### Utopia
În 1515 Morus a scris opera sa cea mai faimoasă și controversată, De optimo statu rei publicae deque nova Utopia ("Despre cea mai bună formă de stat și despre noua Utopie", pe scurt: „Utopia”), un roman în care un călător imaginar, Raphael Hythloday (al cărui prenume este o aluzie la Arhanghelul Rafael, purtătorul adevărului, și al cărui nume înseamnă „cel care vorbește fără sens” în greacă), descrie organizarea politică a unei națiuni insulare imaginare, Utopia (joc de cuvinte între grecul ou-topos, „niciun loc”, și eu-topos, „loc bun”) sieși și lui Peter Giles. În această carte, orașul Amaurote este prezentat, printre altele, ca fiind „Cel mai valoros și mai demn”.
În opera sa, Morus contrastează viața socială contențioasă a statelor europene, cu aranjamentele sociale ordonate și rezonabile ale Utopiei și ale ținuturilor din jurul ei (Tallstoria, Nolandia, și Aircastle). În Utopia, proprietatea privată nu există, și se practică o toleranță religioasă aproape absolută. Mesajul principal al operei este necesitatea în primul rând de ordine și disciplină, mai degrabă decât libertate. Societatea descrisă este aproape totalitară, și foarte diferită de ceea ce înțelegem astăzi prin libertate. Este o lume în care încercările de discutare a politicilor publice în afara forumurilor oficiale se poate pedepsi cu moartea.
Există o asemănare cu statul comunist imaginat de Karl Marx mai târziu, în ceea ce privește lipsa proprietății private, dar în Utopia nu există ateismul considerat de Marx necesar. Mai mult, în Utopia există toleranță pentru diferite practici religioase, dar nu pentru ateism. Asta deoarece Morus considera că dacă un om nu credea în Dumnezeu sau într-un tip de viață după moarte, nu i se putea acorda încredere că va accepta pe cale logică vreo autoritate sau principii care să nu derive din propria persoană.
Este posibil că Morus a ales calea literaturii pentru a descrie o națiune imaginară, pentru a putea discuta liber probleme politice controversate. Propria lui atitudine privind organizarea descrisă în carte a fost o temă îndelung dezbătută. Deși pare greu de crezut că Morus, un credincios catolic, ar fi considerat Utopia un model concret de reformare politică, unii critici au speculat că Morus și-a bazat cartea pe comunalismul monahal bazat pe comunalismul biblic descris în Faptele Apostolilor. Datorită însăși naturii scrierilor lui Morus, este dificil uneori de făcut diferența între pasajele în care autorul este satiric față de societate, de cele în care chiar descrie soluții care corespund viziunii sale.
„Utopia” este considerată premergătoarea speciei utopiei literare, în care diferite „societăți ideale” sau orașe perfecte sunt descrise mai mult sau mai puțin amănunțit de autor. Deși a fost o mișcare tipică Renașterii, bazată pe redescoperirea conceptelor clasice de societate perfectă, precum în operele lui Platon și Aristotel, și combinată cu finețea retorică a oratoriei epidictice a lui Cicero sau Quintilian, utopianismul a continuat și după intrarea în Epoca Luminilor.
Ediția originală includea detalii ale unui alfabet simetric inventat de Morus, numit desigur „alfabetul utopic”. Acel alfabet a fost omis în edițiile posterioare, deși rămâne o încercare timpurie de criptografiere, și este posibil să fi influențat dezvoltarea stenografiei.
Având ca punct de plecare „Republica” lui Platon și romanul utopic „Alexandria”, „Utopia” propune o formă de stat ideală, întrevăzută în spațiul exotic și fictiv al insulei Utopia, anticipatoare a societății comuniste, în care proprietatea privată să fie desființată, valoarea individului fiind determinată de valoarea muncii sale.

### Polemici religioase
Utopia dovedește că pentru Morus obținerea armoniei și o ordine strict ierarhizată erau foarte importante. Toate provocările la adresa uniformizării și ierarhizării erau considerate periculoase; în termeni practici cel mai mare pericol, din punctul lui de vedere, era cel pe care îl presupuneau ereticii pentru credința stabilită. Pentru Morus cel mai important lucru era menținerea unității creștinătății. Reforma Protestantă, care presupunea pericolul fragmentării și discordiei, a fost pentru Morus ceva de temut.
Contraatacul său personal a fost declanșat într-o manieră tipică pentru un scriitor. L-a asistat pe regele Henric al VIII-lea la scrierea „Apărării celor Șapte Taine”, un răspuns polemic la scrierea lui Luther „Despre captivitatea babiloniană a Bisericii”. Când Luther a replicat cu Contra Henricum Regem Anglie, Morus a primit responsabilitatea de a formula o contra-replică, ceea ce a și făcut în Responsio ad Lutherum. Aceste schimburi de replici mai degrabă violente l-au determinat pe Morus să se apropie de formele de ordine și disciplină descrise în Utopia.

## Canonizarea în Biserica Catolică și în Biserica Anglicană
În 1935, la patru sute de ani de la moartea sa, Morus a fost canonizat de Biserica Catolică, prin papa Pius al XI-lea. Papa Ioan Paul al II-lea l-a recomandat drept protector al politicienilor și oamenilor de stat. În Biserica Catolică este sărbătorit pe 22 iunie împreună cu John Fisher, singurul episcop catolic englez care nu l-a recunoscut pe rege drept cap al bisericii. John Fisher și Thomas Morus au fost închiși în anul 1535 în Turnul Londrei, în același timp și din aceleași motive. Fisher a fost executat cu câteva zile înaintea lui Thomas Morus, pe 22 iunie 1535. 
În anul 1980 Biserica Anglicană l-a canonizat la rândul ei pe Thomas Morus, și îl cinstește ca sfânt.

## Sărbători
- în calendarul romano-catolic: 22 iunie, împreună cu John Fisher.

## Varia
Filmul Un om pentru eternitate, care descrie conflictul regelui Henric al VIII-lea al Angliei cu Thomas Morus, a fost distins în anul 1966 cu șase premii Oscar, între care Oscarul pentru cel mai bun film, pentru cel mai bun rol principal (Paul Scofield) și pentru cel mai bun regizor (Fred Zinnemann).